# Зинка Миланова
Зинка Миланова (хорв. Zinka Milanov, уроджена Кунц, хорв. Kunc; 17 травня 1906, Загреб — 9 листопада 1987, Нью-Йорк) — хорватська співачка (сопрано).
З 6 років почала виступати у концертах. У 1921—26 навчалася співу у загребській Музичній академії у М. Трніни і М. Костренчич. Дебютувала у 1927 році у Любляні у партії Леонори («Трубадур»); у 1928—36 роках — солістка Загребської опери; у 1936—37 роках гастролювала у Відні, Празі, Дрездені, Гамбурзі, співала на Зальцбурзькому фестивалі (під керівництвом Артуро Тосканіні).
У 1937 році дебютувала у «Метрополітен-опера», де працювала протягом багатьох років. Після Другої світової війни повернулася на батьківщину. Виступала в оперних театрах «Ковент-Гарден» (1956—57, Лондон), «Ла Скала» (1950, Мілан), «Колон» (Буенос-Айрес) та інших.
Миланова — одна з найкращих виконавиць партій в операх Джузеппе Верді («Аїда», «Ріголетто», «Трубадур», «Травіата», «Отелло», «Бал-маскарад», «Симон Бокканегра», «Ернані»). Співала в операх Джакомо Пуччіні («Манон Леско», «Мадам Баттерфляй», «Турандот», «Дівчина з Заходу»). Виконання Миланової відрізняють чудова вокалізація, різноманіття тембрових фарб. Майстерність артистки найповніше проявилася у виконанні заголовної партії в опері Вінченцо Белліні «Норма». Серед інших партій: Сантуцци («Сільська честь» П'єтро Масканьї), Мадлен («Андре Шеньє» Умберто Джордано), Ліза та інші.